# بنیاد (مجموعه کتاب)
مجموعه کتاب بنیاد توسط نویسندهٔ آمریکایی ایزاک آسیموف نوشته شده‌است. این مجموعه در ابتدا به صورت سری داستانهایی کوتاه در فاصلهٔ سالهای ۵۰–۱۹۴۲ چاپ شد و سپس در فاصلهٔ سال‌های ۵۳–۱۹۵۱ در قالب سه کتاب منتشر شد. برای حدود سی سال مجموعه فقط شامل سه‌گانه بود: بنیاد، بنیاد و امپراتوری، و بنیاد دوم. در سال ۱۹۶۶، به این سه‌گانه جایزهٔ بهترین مجموعهٔ همهٔ دوران‌ها اهدا شد (تنها یک بار در 'جایزه هوگو چنین اتفاقی افتاد). در سال ۱۹۸۱ آسیموف شروع به افزودن کتاب‌های تازه‌ای به مجموعه کرد، دو دنباله: لبهٔ بنیاد، و بنیاد و زمین؛ و دو پیش‌درآمد: سرآغاز بنیاد، و پیشبرد بنیاد. آسیموف در این کتابها مجموعهٔ بنیاد خود را با مجموعهٔ ربات و مجموعهٔ امپراتوری کهکشانی پیوند می‌دهد و همه را در یک هستیِ فرضی قرار می‌دهد.
داستان بر این قرار است که در غروب امپراتوری کهکشانی، ریاضی‌دانی به نام هَری سِلدون، روان‌تاریخ را بنیان می‌گذارد، دانشی که می‌توان آیندهٔ جمعیت‌های بزرگ را به کمکش پیش‌بینی کرد. او برای آمادگی در مقابلِ سقوط امپراتوری و عصر تاریکِ ۳۰٬۰۰۰ سالهٔ پس از آن، برنامه‌ای را طرح‌ریزی می‌کند که می‌تواند دورهٔ پس از فروپاشی را به ۱٬۰۰۰ سال کاهش دهد. او برای اجرای برنامه‌اش دو بنیاد را پایه می‌گذارد تا نگهدارِ عصارهٔ علم و تمدن باشند، و بتوانند امپراتوری کهکشانی جدیدی را شکل دهند.
یک ویژگی مهم نظریهٔ سلدون، که در علوم اجتماعی در دنیای واقعی به اهمیت آن می‌پردازند، این اصل است که: اگر جمعیتی از پیش‌بینیِ رفتارش آگاهی یابد، کردار جمعیِ خودآگاهش غیرقابل پیش‌بینی می‌شود.

## تاریخچهٔ انتشار

### پیشینه
در سال ۱۹۴۱ آسیموف پس از جلسه‌ای با جان کمبل (سردبیر علمی-تخیلی شگفت‌انگیز) با الهام از کتاب ادوارد گیبون با عنوان تاریخ انحطاط و سقوط امپراتوری روم، شروع به نوشتن مجموعه‌ای از داستان‌های کوتاه می‌کند. در فاصلهٔ مِی ۱۹۴۲ تا ژانویهٔ ۱۹۵۰ تعداد این داستان‌های (رمان‌های) کوتاه به هشت می‌رسد. برای انتشار اولین کتاب سه‌گانه در سال ۱۹۵۱، آسیموف چهار داستان کوتاه (از میانِ هشت تای ذکر شده) را برمی‌گزیند و بخش تازه‌ای را به آنها به عنوان پنجمین بخش اضافه می‌کند (که البته این بخش از نظر داستانی در ابتدای کتاب بنیاد می‌آید).
دو کتاب بعدیِ سه‌گانه با فاصله‌های یک ساله منتشر می‌شوند و هر کدام شامل دو داستان (رمان) کوتاه از چهار داستان باقیمانده هستند.
پس از وقفه‌ای نزدیک به سی سال، آسیموف دوباره به سراغ مجموعهٔ بنیاد می‌رود و تا پایان عمر دو رمان دنباله و سپس دو رمان پیش‌درآمد به آنها اضافه می‌کند (پیشبرد بنیاد پس از مرگ او منتشر می‌شود).

### سه‌گانه
اما ترتیب نگارش این داستان‌ها متفاوت از خط داستانی آن‌هاست. حقیقت این است که آسیموف در سال ۱۹۵۱ نگارش سه‌گانهٔ بنیاد را آغاز کرد. او در سال ۱۹۵۱، بنیاد، در سال ۱۹۵۲ بنیاد و امپراتوری و در سال ۱۹۵۳، بنیاد دوم را نگاشت.
او برای نوشتن این داستان از ظهور و سقوط امپراتوری روم الهام گرفت. کتاب‌های سه‌گانه به صورت مجموعه داستان‌هایی نوشته شدند که ربط مستقیمی به هم نداشتند اما در یک هستی اتفاق می‌افتادند. دنیای سه‌گانه، امپراتوری رو به زوال کهکشانی است. آسیموف در این مجموعه امپراتوری را به تصویر کشیده که دوازده هزار سال است پا بر جاست و از بیست و پنج میلیون سیاره مسکونی تشکیل شده‌است. ریاضی‌دانی به نام هری سلدون راهی می‌یابد تا با استفاده از ریاضیات سیر آیندهٔ تاریخ را پیشگویی کند. او این دانش جدید را «روان‌تاریخ» می‌نامد و با استفاده از آن سقوط قریب‌الوقوع امپراتوری کهکشانی را پیش‌بینی می‌کند. سه‌گانه شامل کتابهای بنیاد، بنیاد و امپراتوری، و بنیاد دوم است.

### رمان‌های دنباله و پیش‌درآمد
آسیموف خود می‌گوید به علت اصرار خوانندگان و ناشر، دوباره سراغ مجموعهٔ بنیاد رفت؛ از سال ۱۹۸۱ تا ۱۹۹۳ چهار رمان دیگر به سه‌گانهٔ بنیاد افزود، که نتیجهٔ آن هفتگانه‌ای شد که فهرست آن قبل‌تر ذکر شد.
سال نگارش و انتشار این چهار رمان عبارت است:
- سرآغاز بنیاد: ۱۹۸۸
- پیشبرد بنیاد: ۱۹۹۳
- لبهٔ بنیاد: ۱۹۸۱
- بنیاد و زمین: ۱۹۸۶

اولین کتابی که به سه‌گانه افزوده شد، جلد ششم آن (به ترتیب خط داستانی) بود، که البته در آن زمان جلد چهارم محسوب می‌شد و ماجراهای بنیاد، بعد از جلد سوم آن را دنبال می‌کرد.
کتاب بعدی که آسیموف نوشت، جلد آخر آن یعنی بنیاد و زمین بود.
بعدها آسیموف احساس کرد باید قدری بیشتر دربارهٔ بنیاد توضیح بدهد (و احتمالاً باز هم اصرار خوانندگان و ناشران در این زمینه نقش داشت) برای همین جلد اول مجموعه، تحت عنوان سرآغاز بنیاد را نوشت. آخرین داستان بلند مجموعهٔ بنیاد و آخرین داستان بلندی که آیزاک آسیموف نوشت، پیشبرد بنیاد نام دارد و در سال ۱۹۹۳ منتشر شد. این داستان ادامهٔ کتاب اول است و ماجراهای آن مربوط به زندگی شخصیت اول، کتاب اول می‌باشد.

## مجموعه رمان‌های بنیاد آسیموف
آسیموف داستان‌های بلند و کوتاه بسیاری نگاشته‌است، مهم‌ترین آثار او کتاب‌ها و داستان‌هایی هستند که به نام مجموعهٔ بنیاد شناخته می‌شوند. کتاب‌های اصلی مجموعهٔ بنیاد هفت جلد هستند، که به ترتیب خط داستانی عبارتند از:
| سری              | عنوان             | سال  |
| ---------------- | ----------------- | ---- |
| رمان‌های پیش‌درآمد | سرآغاز بنیاد      | ۱۹۸۸ |
| رمان‌های پیش‌درآمد | پیشبرد بنیاد      | ۱۹۹۳ |
| سه‌گانه اصلی      | بنیاد             | ۱۹۵۱ |
| سه‌گانه اصلی      | بنیاد و امپراتوری | ۱۹۵۲ |
| سه‌گانه اصلی      | بنیاد دوم         | ۱۹۵۳ |
| رمان‌های دنباله   | لبه بنیاد         | ۱۹۸۲ |
| رمان‌های دنباله   | بنیاد و زمین      | ۱۹۸۶ |

### ۳. بنیاد (۱۹۵۱)
این کتاب شامل پنج بخش است. بخش اول با عنوان «روان‌تاریخ‌دان‌ها» در سال ۰ (صفر) ع.ب. (عصر بنیاد) اتفاق می‌افتد و شخصیت اول آن هری سلدون (بنیانگذار دانش روان‌تاریخ) است. بخش دوم با عنوان «دانش‌نامه‌نویسان» در سال ۵۰ ع.ب. روی می‌دهد و قهرمان آن سالوور هاردین است. زمانِ بخش سوم با عنوان «شهرداران» سال ۸۰ ع.ب. است و همچنان محورش شهردار ترمینوس (هاردین) است. بخش چهارم که کوتاهترین بخش کتاب است با عنوان «تاجران» در حدود ۱۳۵ ع.ب. می‌گذرد. در آخرین بخش کتاب (شاهزاده-بازرگانان) قهرمان تازه‌ای (هُبِر مَلو) پیدا می‌شود که راه تازه‌ای در مدیریت بنیاد در پیش می‌گیرد (در حدود ۱۵۵ ع. ب).

## تاریخ آیندهٔ نادقیق آسیموف

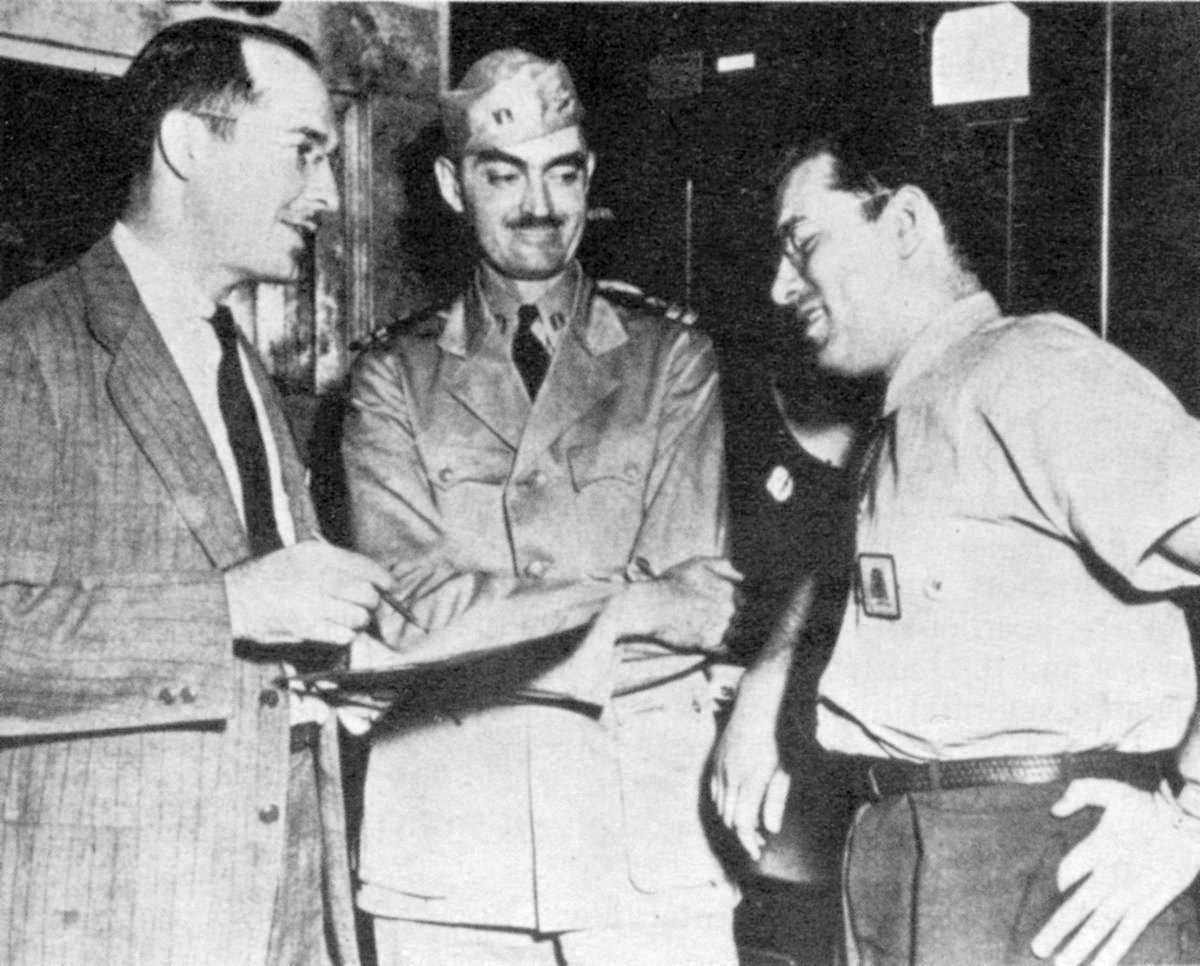
آسیموف (راست) از تاریخ آینده در داستان‌های هاین‌لاین (چپ) الهام گرفت، ولی خودآگاهانه گفت که تاریخ آیندهٔ او «آن کار زیبایی که هاین‌لاین انجام داد، نبود، بیشتر ساختگی و 'موردی' بود.»

در بهار ۱۹۵۵، آسیموف تاریخ آیندهٔ داستان‌هایش را منتشر کرد که دربرگیرندهٔ فرایندهای فکری او تا آن زمان دربارهٔ جهان بنیاد است. بنا به یادداشت سردبیر «این طرح از ابتدا به عنوان الگویی پایدار شکل نگرفته بود و فقط یک‌چهارم کارهای او را در بر می‌گیرد.» به همین خاطر تاریخ‌گذاری مجموعهٔ بنیاد تقریبی و ناسازگار است.
برآورد آسیموف این است که مجموعهٔ بنیادش در حدود ۵۰٬۰۰۰ سال بعد اتفاق می‌افتد، و هری سلدون در ۴۷٬۰۰۰ دوران مشترک به دنیا می‌آید. در حدود همین زمان، امپراتور آینده کلئون اول در ترانتور، پایتخت امپراتوری، به دنیا می‌آید؛ که ۷۸ سال قبل از عصر بنیاد (ع. ب) و رویدادهای سه‌گانهٔ اصلی بنیاد است. پس از به سلطنت رسیدن کلئون، ریاضی‌دانی با نام هری سلدون از هلیکان به ترانتور می‌آید تا نظریهٔ روان‌تاریخ خود که سقوط امپراتوری را پیش‌بینی می‌کند، طرح کند؛ و این منجر به رویدادهای سرآغاز بنیاد می‌شود. پیشبرد بنیاد داستان را از چند سال بعد ادامه می‌دهد که امپراتور ترور شده و سلدون از سیاست کناره می‌گیرد.
رویدادهای کتاب آغازین بنیاد (ابتدا به صورت چندین داستان کوتاه در علمی-تخیلی شگفت‌انگیز چاپ شد) در واقع شروع عصر بنیاد به شکل حقیقی است. به گفتهٔ آسیموف او می‌خواست که این اتفاق در حدود ۴۷٬۰۰۰ دوران مشترک رخ دهد که امپراتوری در حال زوال با بنیاد رو به رشد وارد جنگ می‌شود، و بنیاد چند قرن بعد به قدرت غالب تبدیل می‌شود. پس از آن رویدادهای بنیاد و امپراتوری آغاز می‌شود که شامل ظهور غیرقابل پیش‌بینی میول می‌شود که به لطف توانایی‌های جهش‌یافتهٔ خود، بنیاد را شکست می‌دهد.
رویدادهای بنیاد دوم روایت تاریخ جستجو برای بنیاد دوم و شکست میول توسط آن، و کشمکش‌هایش با بقایای بنیاد اول برای جلوگیری از «عصر تاریکی» می‌باشد. تخمین آسیموف این است که ظهور و سقوط میول در حدود ۴۷٬۳۰۰ دوران مشترک است.
لبه بنیاد ۵۰۰ سال پس از برپایی بنیاد، جدا از سه‌گانهٔ اصلی روی می‌دهد. رویدادهای بنیاد و زمین بلافاصله پس از آن دربارهٔ انتخاب راه سومی متفاوت از بینش‌های در تضاد دو بنیاد است. بنا به گفتهٔ آسیموف، دومین امپراتوری کهکشانی در ۴۸٬۰۰۰ دوران مشترک، ۱٬۰۰۰ سال پس از رویدادهای اولین رمان بنیان‌گذاری می‌شود.
آسیموف شخصاً گفت که تاریخ درونی داستانش «در واقع ساختگی و موردی بود. ارجاع‌های متقابلم به هنگام خطور کردن به ذهنم درون رمان‌ها پرتاپ می‌شوند و از یک تاریخ منسجم برنمی‌آیند… اگر خواننده‌ای داستان‌هایم را بادقت بررسی کند و دریابد که تاریخ‌گذاری‌هایم از نظر درونی ناسازگار هستند، تنها می‌توانم بگویم که تعجب نمی‌کنم.»

## داستان‌های رخ داده در جهان ربات/امپراتوری/بنیاد
همچنان‌که قبلاً اشاره شد آسیموف مجموعه‌های ربات، امپراتوری و بنیاد خود را با هم پیوند می‌دهد. رمان‌های زیر به ترتیب خط داستانی مرتب شده‌اند:
1. من، ربات (۱۹۵۰)، ۹ داستان کوتاه دربارهٔ ربات‌ها، در قرن ۲۱ بر روی زمین
2. مرد پوزیترونی (۱۹۹۲)، رمانی تکی که آسیموف همراه با رابرت سیلوربرگ نوشت (بر اساس داستان کوتاهی از خودش با نام مرد دویست‌ساله) (۱۹۷۶)، در قرن ۲۲ تا ۲۴
3. نمسیس (۱۹۸۹)، رمانی تکی در قرن ۲۳
4. غارهای پولادی (۱۹۵۴)، اولین کتاب مجموعهٔ ربات‌ها، در قرن ۳۵ بر روی زمین[۱۵]
5. خورشید عریان (۱۹۵۷)، دومین کتاب مجموعهٔ ربات‌ها، در قرن ۳۵ بر روی سولاریا[۱۵]
6. روباتهای سپیده دم (۱۹۸۳)، سومین کتاب مجموعهٔ ربات‌ها، در قرن ۳۵ بر روی آرورا
7. روباتها و امپراتوری (۱۹۸۵)، چهارمین کتاب مجموعهٔ ربات‌ها، در قرن ۳۷ بر روی زمین، سولاریا و آرورا
8. ستارگان همچون غبار (۱۹۵۱)، اولین کتاب مجموعهٔ امپراتوری، هزاران سال بعد و قبل از شکل‌گیری امپراتوری کهکشانی
9. جریان‌های فضا (۱۹۵۲)، دومین کتاب مجموعهٔ امپراتوری، هزاران سال بعد و در زمانی که ترانتور در حال ایجاد امپراتوری کهکشانی است
10. قلوه سنگی در آسمان (۱۹۵۰)، سومین کتاب مجموعهٔ امپراتوری، هزاران سال بعد بر روی زمین در حالی که امپراتوری کهکشانی ایجاد شده
11. سرآغاز بنیاد (۱۹۸۸)، اولین کتاب مجموعهٔ بنیاد
12. پیشبرد بنیاد (۱۹۹۳)، دومین کتاب مجموعهٔ بنیاد
13. بنیاد (۱۹۵۱)، سومین کتاب مجموعهٔ بنیاد
14. بنیاد و امپراتوری (۱۹۵۲)، چهارمین کتاب مجموعهٔ بنیاد
15. بنیاد دوم (۱۹۵۳)، پنجمین کتاب مجموعهٔ بنیاد
16. لبهٔ بنیاد (۱۹۸۲)، ششمین کتاب مجموعهٔ بنیاد
17. بنیاد و زمین (۱۹۸۶)، هفتمین کتاب مجموعهٔ بنیاد
18. پایان ابدیت (۱۹۵۵)، رمانی تکی

## دنباله‌ها
پس از مرگ آسیموف سه دنبالهٔ دیگر برای بنیاد نوشته شد:
- خطر بنیاد (نوشتهٔ گریگوی بنفورد)
- بنیاد و آشوب (نوشتهٔ گرگ بیر)
- موفقیت بنیاد (نوشتهٔ دیوید برین)

## برگردان فارسی
هر ۷ جلد این مجموعه به زبان فارسی برگردانده شده‌اند، سه‌گانه اول با نام‌های «ظهور امپراتوری کهکشان‌ها» به ترجمهٔ محمد فیروزبخت (۱۳۷۱)، «جنگ امپراتوری کهکشان‌ها» (۱۳۷۲) و «سقوط امپراتوری کهکشان‌ها» (هر دو به ترجمهٔ حسن اصغری) توسط انتشارات شقایق و چهارگانه بعدی توسط «چاپ و نشر بنیاد» (هر چهار کتاب به ترجمهٔ پیمان اسماعیلیان خامنه) به عرصه طبع رسیده‌است. انتشارات پاسارگاد نیز جلد دوم این مجموعه را به چاپ رسانده‌است. همچنین کتابی تحت عنوان «آخرین بنیاد کهکشانی» (نشر دنیای قلم - ۱۳۷۵) در ایران به چاپ رسیده که مجموعه‌ای است از داستان‌های علمی/تخیلی فرهاد ارکانی و ایزاک آسیموف؛ آخرین داستان این مجموعه به شیوه‌ای تخیلی به نحوهٔ شکل‌گیری سری کتاب‌های بنیاد توسط آسیموف می‌پردازد. انتشارات کتابسرای تندیس عناوین «بنیاد»، «بنیاد و امپراتوری» و «بنیاد دوم» را در سال ۱۳۹۹ و دو کتاب پس‌در‌آمد «لبه‌ی بنیاد» و «بنیاد و زمین» را در سال ۱۴۰۱، همگی به ترجمه‌ی حسین شهرابی، منتشر کرد.

## شخصیت‌های اصلی
- هری سلدون
- آر. جیسکارد
- آر. دانیل اولیواو
- الیاس بیلی
- دورس ونابیلی
- رایش سلدون
- وندا سلدون
- استتین پالور
- مانلا دوبانکو
- سالوور هاردین
- هوبر مالو
- توران دارل
- بیتا دارل
- هان پریچر
- ابلینگ میس
- میول
- پریم پالور
- آرکادی دارل
- مان لی کامپور
- هارلا برانو
- یانوف پلورات
- گولان تروایز
- استور گندیبال
- نووی
- بلیس